# 龍福寺 (関市)
臨済山龍福寺（りょうふくじ）は岐阜県関市武芸川町にある臨済宗の禅刹。美濃三十三観音7番札所。なお、加茂郡富加町にも臨済山龍福寺が存在し、そちらは美濃三十三観音28番札所である。
土岐氏家臣、佐藤公輝の庶子である恩田吉久が関市広見の長春寺の住持であった高安和尚を開山に招いて永禄7年(1564年)に創建した。2世住持無伝和尚の後に衰微したものの、正保元年(1644年)に秀國和尚が中興開祖となって再興する。江戸時代には尾張藩より汾陽寺の管理を任されている。本堂は明治36年(1903年)の建立、聖観音菩薩を祀る観音堂は承応元年(1652年)の建立で、千体地蔵や恩田吉久が納めた三十三観音もともに祀られている。また、春日局の戒名が彫られた碑がある春日局ゆかりの寺である。